# The Alliance
The Alliance, também conhecida como Team WCW/ECW, foi um grupo ("stable") de wrestling profissional na World Wrestling Federation (WWF), que foi ativar de julho a novembro de 2001. O grupo foi resultado da compra da World Championship Wrestling (WCW) pela WWF em março de 2001. A Extreme Championship Wrestling (ECW) foi colocada na história para aumentar a presença da WCW, após a promoção original ser fechada em abril de 2001.

## Membros da Alliance

### Facção da WCW
| Nome                | Papel        | Notas                                                                                                  |
| ------------------- | ------------ | --- |
| Arn Anderson        | Comentarista | |
| Billy Kidman        | Lutador      | |
| Billy Silverman     | Árbitro      | |
| Booker T            | Lutador      | Originalmente, líder da Alliance                                                                       |
| Brian Adams         | Lutador      | Recrutado por Steven Richards para ser usado contra The Undertaker e Kane                              |
| Bryan Clark         | Lutador      | Recrutado por Steven Richards para ser usado contra The Undertaker e Kane                              |
| Buff Bagwell        | Lutador      | Demitido da WWF em 9 de julho de 2001                                                                  |
| Charles Robinson    | Árbitro      | |
| Chavo Guerrero      | Lutador      | Demitido da Alliance com Hugh Morrus                                                                   |
| Chuck Palumbo       | Lutador      | Demitido da Alliance, aliou-se a WWF em novembro                                                       |
| David Flair         | Lutador      | Parte do Time WCW na HWA                                                                               |
| Diamond Dallas Page | Lutador      | |
| Evan Karagias       | Lutador      | Parte do Time WCW na HWA                                                                               |
| Gregory Helms       | Lutador      | Tornou-se "The Hurricane" durante a história                                                           |
| Hugh Morrus         | Lutador      | Demitido da Alliance com Chavo Guerrero                                                                |
| Jamie Noble         | Lutador      | Parte do Time WCW na HWA                                                                               |
| Johnny Stamboli     | Lutador      | Fez apenas uma aparição; parte do Time WCW na HWA                                                      |
| Kanyon              | Lutador      | |
| Kaz Hayashi         | Lutador      | Fez apenas uma aparição; juntou-se a NJPW                                                              |
| Lash LeRoux         | Lutador      | Parte do Time WCW na HWA                                                                               |
| Mark Jindrak        | Lutador      | Apareceu até agosto, quando foi mandado para o território de desenvolvimento; parte do Time WCW na HWA |
| Mike Sanders        | Lutador      | Participou de lutas não televisionadas; parte do Time WCW na HWA                                       |
| Nick Patrick        | Árbitro      | |
| Primetime           | Lutador      | Parte do Time WCW na HWA                                                                               |
| Reno                | Lutador      | Participou de lutas não televisionadas; parte do Time WCW na HWA                                       |
| Scott Hudson        | Comentarista | |
| Sean O'Haire        | Lutador      | |
| Shawn Stasiak       | Lutador      | |
| Stacy Keibler       | Locutora     | |
| Torrie Wilson       | Repórter     | Uniu-se a WWF após começar um relacionamento com Tajiri                                                |
| Yang                | Lutador      | Parte do Time WCW na HWA                                                                               |

### Facção da ECW
| Nome             | Papel        | Notas                                                                                     |
| ---------------- | ------------ | ----------------------------------------------------------------------------------------- |
| Bubba Ray Dudley | Lutador      | Trabalhava para a WWF antes da história da Invasion                                       |
| D-Von Dudley     | Lutador      | Trabalhava para a WWF antes da história da Invasion                                       |
| Jazz             | Lutadora     | Estreou apenas na última aparição da Alliance                                             |
| Justin Credible  | Lutador      | Trabalhava para a WWF antes da história da Invasion                                       |
| Lance Storm      | Lutador      | Começou como membro da WCW. Aliou-se a ECW em 9 de julho de 2001                          |
| Mike Awesome     | Lutador      | Começou como membro da WCW. Aliou-se a ECW em 9 de julho de 2001                          |
| Paul Heyman      | Comentarista | Trabalhava para a WWF antes da história da Invasion. Representante da ECW                 |
| Raven            | Lutador      | Trabalhava para a WWF antes da história da Invasion                                       |
| Rhyno            | Lutador      | Suspenso por Shane McMahon. Retornou apenas no Survivor Series                            |
| Rob Van Dam      | Lutador      | Estreou em 9 de julho de 2001, com Tommy Dreamer                                          |
| Tazz             | Comentarista | Trabalhava para a WWF antes da história da Invasion. Aliou-se a WWF ao atacar Paul Heyman |
| Tommy Dreamer    | Lutador      | Estreou em 9 de julho de 2001, com Rob Van Dam                                            |

### Traidores da WWF
| Nome                       | Papel       | Notas |
| -------------------------- | ----------- | --- |
| Brian Hebner               | Árbitro     | Nunca apareceu ou lutou pela WCW ou ECW antes da história                                                      |
| Christian                  | Lutador     | Nunca apareceu ou lutou pela WCW ou ECW antes da história. Deixou a WWF tarde na história, para ir contra Edge |
| Debra                      | Valet       | Esposa de Stone Cold Steve Austin                                                                              |
| Ivory                      | Lutadora    | Nunca apareceu ou lutou pela WCW ou ECW antes da história. Mentora da invasão feminina                         |
| Kurt Angle                 | Lutador     | Ajudou a WWF derrotar a Alliance no Survivor Series                                                            |
| Mighty Molly               | Valet       | Abandonou Spike Dudley por The Hurricane                                                                       |
| Shane McMahon              | Dono da WCW | Nunca apareceu ou lutou pela WCW ou ECW antes da história                                                      |
| Stephanie McMahon-Helmsley | Dona da ECW | Nunca apareceu ou lutou pela WCW ou ECW antes da história                                                      |
| Steven Richards            | Lutador     | Uniu-se a Alliance tarde na história, para ir contra The Undertaker e Kane                                     |
| Stone Cold Steve Austin    | Lutador     | Substituiu Booker T como líder da Alliance                                                                     |
| Terri                      | Valet       | |
| Test                       | Lutador     | Nunca apareceu ou lutou pela WCW ou ECW antes da história. Uniu-se a Alliance após ser atacado pela APA        |
| William Regal              | Lutador     | Comissário da Alliance                                                                                         |